# Rock Bottom (Hailee Steinfeld)
Rock Bottom è un singolo della cantante statunitense Hailee Steinfeld, pubblicato il 27 febbraio 2016 come secondo estratto dal primo EP Haiz.
Il brano è stato realizzato con la collaborazione del gruppo musicale statunitense DNCE.

## Descrizione
Il brano è stato scritto da Mattias Larsson, Robin Fredriksson, Oscar Holter, Julia Michaels e Justin Tranter.

## Tracce
1. Rock Bottom – 3:18